# Az Európai Politikai Közösség 5. csúcstalálkozója
Az Európai Politikai Közösség (EPK) budapesti csúcstalálkozója a fórum ötödik alkalma volt, amit 2024. november 7-én tartottak.  A jelenlévő vendégek miatt Magyarország történetének legnagyobb diplomáciai eseményének tartják számon.

## Célok
Az alkalom célja az Európát érő aktuális biztonsági kihívások megvitatása volt. A találkozón a résztvevők áttekintették a jelenlegi válságokat – például az orosz-ukrán háborút, a közel-keleti helyzetet, az afrikai konfliktusokat, valamint a migráció és a gazdasági széttagoltság problémáit – és azt, hogy ezek hogyan fenyegetik Európa stabilitását, biztonságát és jólétét. A szervezők célja az volt, hogy ezekre a kihívásokra közösen keressenek megoldásokat, illetve hogy a migrációval, a gazdasági biztonsággal, az energia-, közlekedési és informatikai konnektivitással, valamint a globális kereskedelemmel kapcsolatos témákat megvitassák, ezzel is hozzájárulva a régió jövőjének alakításához. 

## Előkészületek

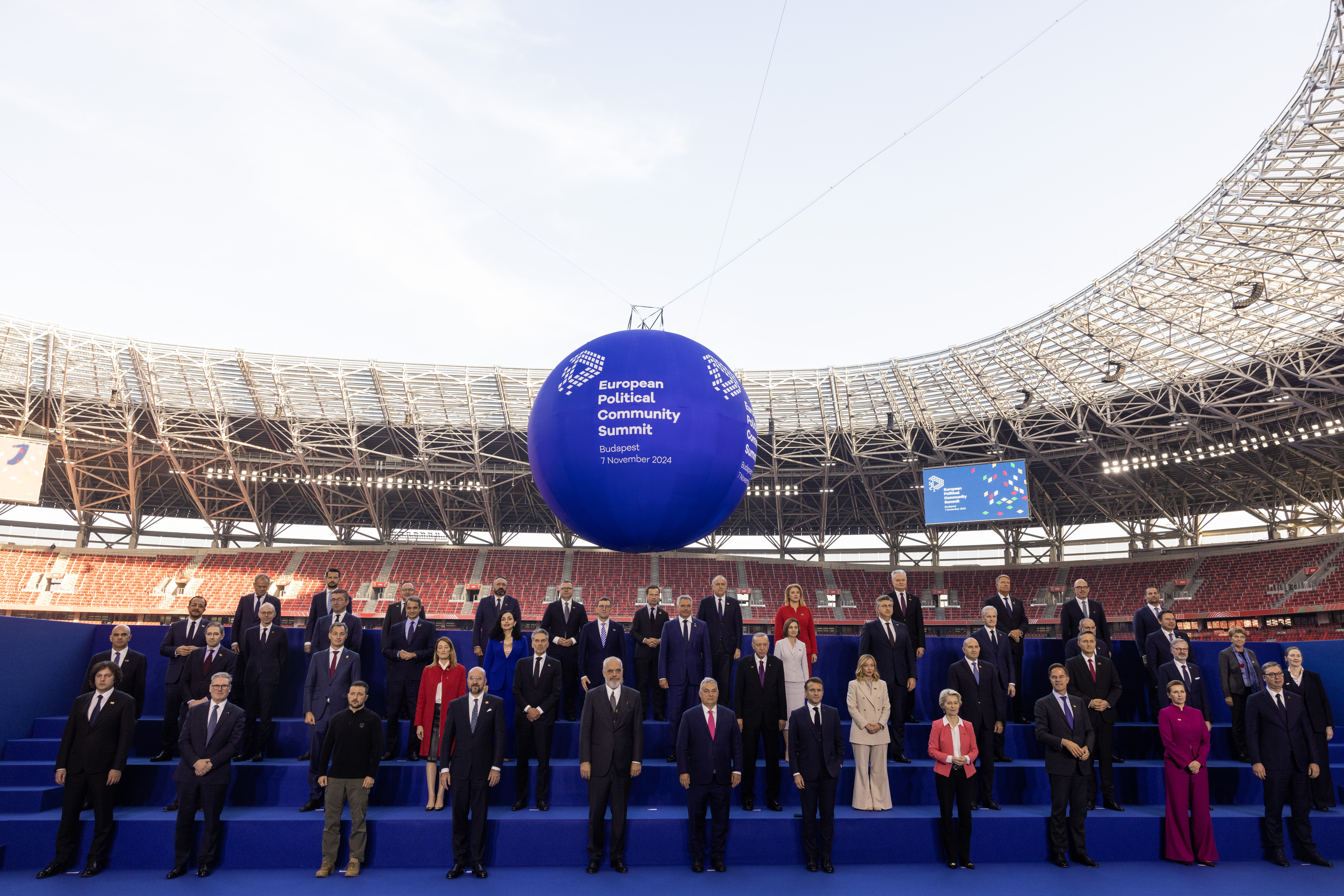
Európai Politikai Közösség országainak állam- és kormányfői a Puskás Arénában

Magyarország, mint az Európai Unió Tanácsának elnöke  adott otthont az EPK őszi csúcstalálkozójának. Ennek időpontját Charles Michel, a Tanács elnöke jelentette be 2024. március 20-án. Másnap az Európai Tanács informális ülésére került sor. 
Az előző csúcstalálkozó házigazdája, az Egyesült Királyság ígéretet tett arra, hogy együttműködik a többi EPK-taggal a jövőbeli események közötti összhang előmozdítása érdekében.  Ennek érdekében Paul Fox, a budapesti brit nagykövet 2024. március 25-én találkozott Bóka János magyar európai uniós ügyekért felelős miniszterrel.  A negyedik csúcstalálkozót követően a további koordináció érdekében egy házigazdai fórum alakult az Egyesült Királyság, Magyarország, – valamint a következő alkalmak szerevezői – Albánia és Dánia részvételével. 

## Ütemterv

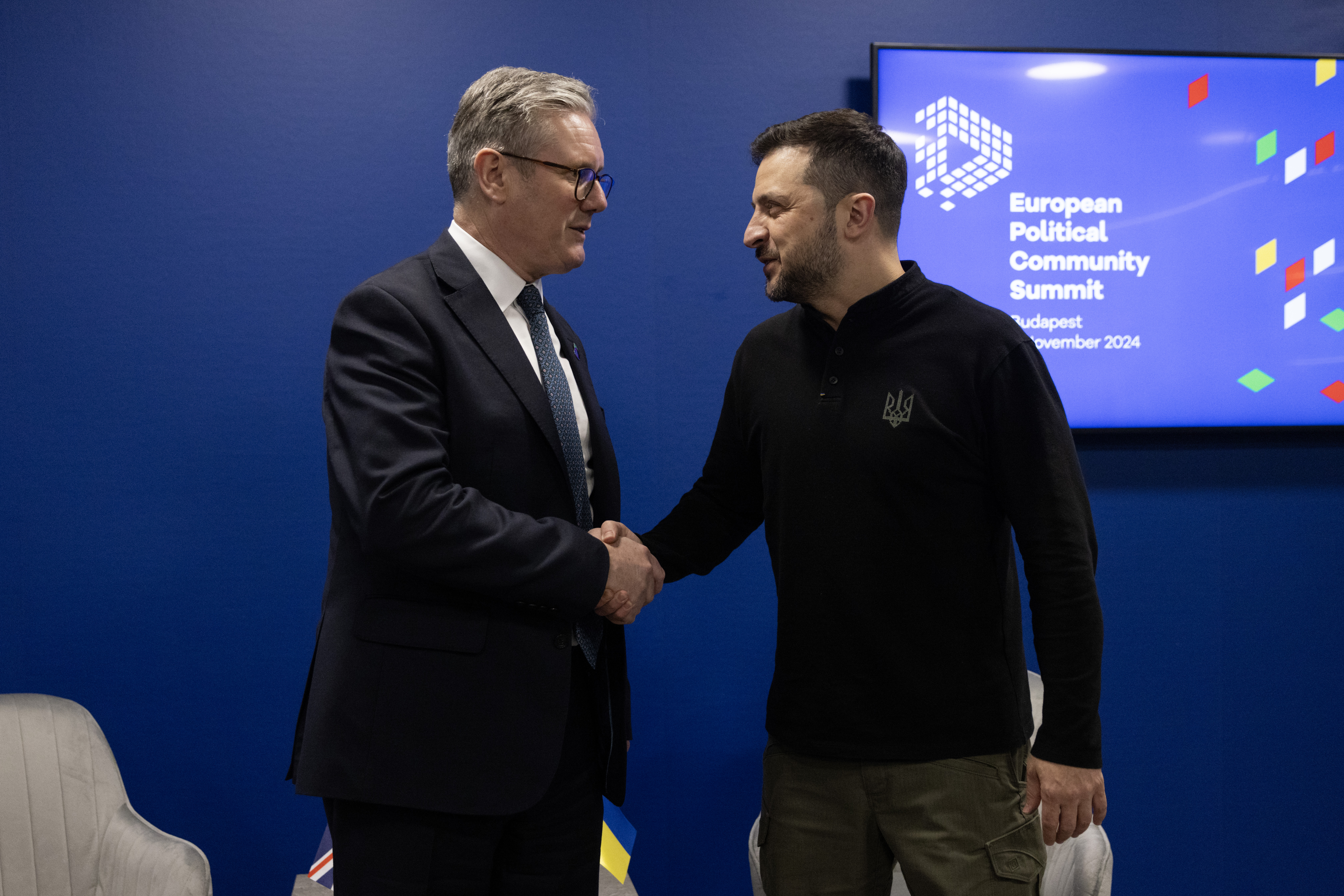
Kétoldalú találkozó Keir Starmer brit miniszterelnök és Volodimir Zelenszkij ukrán elnök között

A csúcstalálkozóra 2024. november 7-én kerül sor a budapesti Puskás Arénában, a következő napirenddel: 
- 10.00: Érkezések és doorstep interjúk
- 11.15: Nyitóülés
- 12.15: Közös fotó
- 12.30: Szekcióülések
- 13:30: Lehetőség kétoldalú találkozókra és ebédre
- 15.30: Beszámolóülés
- 17:30: Magyarország és Albánia miniszterelnökének sajtótájékoztatója
- 18:00: A megbeszélés vége

## Résztvevők

Az Európai Politikai Közösség országai

### Résztvevő államok és szervezetek
A csúcstalálkozón részt vett több, az EPK-ban részt vevő államok állam-, illetve kormányfője, valamint az Európai Tanács, az Európai Bizottság és az Európai Parlament elnöke.
|  | Nem EU-tag     |
|  | Nem jelent meg |

| Államok             | Államok             | Képviselő                                           | Tisztség                                                                                    | Megjegyzés                                              |
| ------------------- | ------------------- | --------------------------------------------------- | ------------------------------------------------------------------------------------------- | ------------------------------------------------------- |
| Albánia             | Albánia             | Edi Rama                                            | miniszterelnök                                                                              |                                                         |
| Andorra             | Andorra             | Xavier Espot Zamora                                 | miniszterelnök                                                                              |                                                         |
| Ausztria            | Ausztria            | Karl Nehammer                                       | kancellár                                                                                   |                                                         |
| Azerbajdzsán        | Azerbajdzsán        | Ilham Aliyev                                        | miniszterelnök                                                                              | nem jelent meg                                          |
| Belgium             | Belgium             | Alexander De Croo                                   | miniszterelnök                                                                              |                                                         |
| Bosznia-Hercegovina | Bosznia-Hercegovina | Denis Bećirović                                     | elnök                                                                                       |                                                         |
| Bulgária            | Bulgária            | Rumen Radev                                         | elnök                                                                                       |                                                         |
| Ciprusi Köztársaság | Ciprus              | Nikos Christodoulides                               | elnök                                                                                       |                                                         |
| Csehország          | Csehország          | Petr Fiala                                          | miniszterelnök                                                                              |                                                         |
| Dánia               | Dánia               | Mette Frederiksen                                   | miniszterelnök                                                                              |                                                         |
| Egyesült Királyság  | Egyesült Királyság  | Keir Starmer                                        | miniszterelnök                                                                              |                                                         |
| Észak-Macedónia     | Észak-Macedónia     | Hristijan Mickoski                                  | miniszterelnök                                                                              |                                                         |
| Észtország          | Észtország          | Kristen Michal                                      | miniszterelnök                                                                              |                                                         |
| Finnország          | Finnország          | Petteri Orpo                                        | miniszterelnök                                                                              |                                                         |
| Franciaország       | Franciaország       | Emmanuel Macron                                     | elnök                                                                                       |                                                         |
| Grúzia              | Georgia             | Irakli Kobakhidze                                   | miniszterelnök                                                                              |                                                         |
| Görögország         | Görögország         | Kyriakos Mitsotakis                                 | miniszterelnök                                                                              |                                                         |
| Hollandia           | Hollandia           | Dick Schoof                                         | miniszterelnök                                                                              |                                                         |
| Horvátország        | Horvátország        | Andrej Plenković                                    | miniszterelnök                                                                              |                                                         |
| Izland              | Izland              | Bjarni Benediktsson                                 | miniszterelnök                                                                              | Távolmaradt az izlandi kormánykoalíció felbomlása miatt |
| Írország            | Írország            | Simon Harris                                        | taoiseach                                                                                   |                                                         |
| Koszovó             | Koszovó             | Vjosa Osmani                                        | elnök                                                                                       |                                                         |
| Lengyelország       | Lengyelország       | Donald Tusk                                         | miniszterelnök                                                                              |                                                         |
| Lettország          | Lettország          | Evika Siliņa                                        | miniszterelnök                                                                              |                                                         |
| Liechtenstein       | Liechtenstein       | Daniel Risch                                        | miniszterelnök                                                                              |                                                         |
| Litvánia            | Litvánia            | Gitanas Nausėda                                     | elnök                                                                                       |                                                         |
| Luxemburg           | Luxembourg          | Luc Frieden                                         | miniszterelnök                                                                              |                                                         |
| Magyarország        | Magyarország        | Orbán Viktor                                        | miniszterelnök                                                                              | Házigazda                                               |
| Málta               | Málta               | Robert Abela                                        | miniszterelnök                                                                              |                                                         |
| Moldova             | Moldova             | Maia Sandu                                          | elnök                                                                                       |                                                         |
| Monaco              | Monaco              | Didier Guillaume                                    | miniszterelnök                                                                              |                                                         |
| Montenegró          | Montenegró          | Jakov Milatović                                     | elnök                                                                                       |                                                         |
| Németország         | Németország         | Olaf Scholz                                         | kancellár                                                                                   | Távolmaradt a német kormányválság miatt                 |
| Norvégia            | Norvégia            | Jonas Gahr Støre                                    | miniszterelnök                                                                              |                                                         |
| Olaszország         | Olaszország         | Giorgia Meloni                                      | miniszterelnök                                                                              |                                                         |
| Örményország        | Örményország        | Nikol Pashinyan                                     | miniszterelnök                                                                              |                                                         |
| Portugália          | Portugália          | Luís Montenegro                                     | miniszterelnök                                                                              |                                                         |
| Románia             | Romania             | Klaus Iohannis                                      | elnök                                                                                       |                                                         |
| San Marino          | San Marino          | Luca Beccari                                        | külügyekért, nemzetközi gazdasági együttműködésért és telekommunikációért felelős miniszter |                                                         |
| Spanyolország       | Spanyolország       | Pedro Sánchez                                       | miniszterelnök                                                                              | Távolmaradt a 2024 októberi spanyol árvizek miatt       |
| Svájc               | Svájc               | Viola Amherd                                        | elnök                                                                                       |                                                         |
| Svédország          | Svédország          | Ulf Kristersson                                     | miniszterelnök                                                                              |                                                         |
| Szerbia             | Szerbia             | Aleksandar Vučić                                    | elnök                                                                                       |                                                         |
| Szlovákia           | Szlovákia           | Robert Fico                                         | miniszterelnök                                                                              |                                                         |
| Szlovénia           | Szlovénia           | Robert Golob                                        | miniszterelnök                                                                              | Távolmaradt egyéb kötelezettségei miatt                 |
| Törökország         | Törökország         | Recep Tayyip Erdoğan                                | elnök                                                                                       |                                                         |
| Ukrajna             | Ukrajna             | Volodimir Zelenszkij                                | elnök                                                                                       |                                                         |
| Európai Unió        | Európai Unió        | Charles Michel Ursula von der Leyen Roberta Metsola | Európai Tanács Elnöke Európai Bizottság elnöke Európai Parlament elnöke                     |                                                         |

Forrás: 

### Meghívott delegátusok
| Szervezet | Szervezet                          | Képviselő    | Tisztség                                                                 |
| --------- | ---------------------------------- | ------------ | ------------------------------------------------------------------------ |
| NATO      | Észak-atlanti Szerződés Szervezete | Mark Rutte   | Főtitkár                                                                 |
|           | Európa Tanács                      | Alain Berset | Főtitkár                                                                 |
|           | EBESZ                              | Kate Fearon  | Titkárságának helyettes vezetője Konfliktusmegelőzési Központ igazgatója |

## Eredmények

### Örmény–azeri kapcsolatok
A csúcstalálkozó alkalmából Ararat Mirzoyan örmény külügyminiszter részt vett egy Szijjártó Péter, magyar külügyminisztere által szervezett találkozón. Mirzoyan regionális kérdésekről tárgyalt, és bemutatta az Örményország és Azerbajdzsán közötti kapcsolatok normalizálásának legújabb fejleményeit, beleértve a két ország közötti határkijelölési folyamatot és a békeszerződés megkötésére irányuló erőfeszítéseket. Nikol Pashinyan örmény miniszterelnök több zárt ajtók mögötti megbeszélést tartott kollégáival a „gazdasági biztonság” kérdésében. Eközben Ilham Aliyev azeri elnök nem vett részt a csúcstalálkozón.

### Georgia
Irakli Kobakhidze grúz miniszterelnök kijelentette, hogy „az országban zajló fejleményektől kezdve az európai integrációig” minden fontos témát megvitattak az európai vezetőkkel.  Ilja Darcsiasvili grúz külügyminiszter pedig megerősítette „a kormány szilárd elkötelezettségét az európai uniós integráció iránt, és készségét az együttműködésre a folyamatban részt vevő összes féllel”. 

### Koszovói–szerb kapcsolatok
Egy sajtótájékoztatón Vjosa Osmani koszovói elnök tisztázta, hogy mindkettőjük részvétele ellenére sem tervezett találkozót Aleksandar Vučić szerb elnökkel az csúcstalálkozón. Hangsúlyozta, hogy a Pristina és Nándorfehérvár közötti párbeszéd Brüsszelben zajlik az Európai Unió közvetítésével, és hogy a főtárgyalók között folytatódnak a végrehajtási megállapodásokról szóló megbeszélések. 

### Moldova
A csúcstalálkozó alkalmával összehívták a Moldova Barátai Csoport ülését. Az európai vezetők méltatták Maia Sandu moldovai elnök elkötelezettségét az európai út iránt, és megvitatták az ország gazdaságának megsegítésére és a reformtörekvések támogatására irányuló együttműködés fokozásának módjait. 

### Ukrajna
A csúcstalálkozón Volodimir Zelenszkij ukrán elnök kijelentette: „A háborúról szóló számlát az oroszoknak kell elküldeni, nem Ukrajnának. Hogy Oroszország többé ne terjeszthesse hamis állításait mindenki felé – a Balti-országoktól a Balkánig. Bármely országnak, minden vezetőnek, aki tiszteletben tartja a nemzetközi jogot és ennél az asztalnál ül, meg kell értenie, hogy a ragadozók mindig többet és többet követelnek.”   Orbán Viktor magyar miniszterelnök addig azt nyilatkozta, hogy „Az Oroszország által Ukrajna ellen indított háború már a harmadik évében jár, a Közel-Kelet lángokban áll és eszkalálódással fenyeget, Észak-Afrika destabilizáló konfliktusba keveredett, az illegális migráció továbbra is állandó kihívást jelent, és közeledik korábbi csúcspontjához, a globális gazdaság pedig a hidegháború óta nem látott szintű széttöredezettséggel néz szembe.” 

## Fordítás
Ez a szócikk részben vagy egészben  a(z)   5th European Political Community Summit című angol Wikipédia-szócikk ezen változatának fordításán alapul.  Az eredeti cikk szerkesztőit annak laptörténete sorolja fel. Ez a jelzés csupán a megfogalmazás eredetét és a szerzői jogokat jelzi, nem szolgál a cikkben szereplő információk forrásmegjelöléseként.